# Mejor en octubre
Mejor en octubre es una obra de teatro, de Santiago Moncada, estrenada en 1994.

## Argumento
Carlos es un irresistible Don Juan, ya entrado en la madurez, que acaba de lograr su última hazaña: Arrancar a una mujer, Ana, hija de su amigo Alberto, del altar donde, ante quinientos invitados, estaba a punto de contraer matrimonio. No tardarán en presentarse en el lugar, Alberto y su esposa Elisa, así como Beatriz, la sufrida mujer de Carlos.

## Estreno
- Teatro Infanta Isabel, Madrid, 24 de septiembre de 1994.
  - Dirección: Arturo Fernández.
  - Escenografía: Eduardo de Llanos Monelo.
  - Intérpretes: Arturo Fernández (Carlos), Leticia Sabater (Ana), Amparo Pamplona (Elisa), Belinda Washington (Beatriz), Manuel Salguero (Alberto).